# The Mansion of Mystery
The Mansion of Mystery é um seriado estadunidense de 1927, gênero ação, dirigido por Robert J. Horner, em 10 capítulos, estrelado por William Barrymore, Teddy Reavis e Fred Church. Produzido pela William M. Pizor Productions e distribuído pela Capitol Film Exchange, veiculou nos cinemas estadunidenses entre 15 de dezembro de 1927 e 19 de fevereiro de 1928.
Este seriado passou despercebido pelos revisores e nunca foi registrado com direitos autorais. De acordo com o Film Daily Yearbook de 1928, foi lançado em 15 de dezembro de 1927, e nada mais se sabe sobre o filme. O seriado é considerado perdido.

## Elenco
- William Barrymore
- Teddy Reavis
- Fred Church
- Kalla Pasha
- Margaret Earl
- Jack Richardson
- Earl Gunn